# MED4
MED4 (англ. Mediator complex subunit 4) – білок, який кодується однойменним геном, розташованим у людей на короткому плечі 13-ї хромосоми. Довжина поліпептидного ланцюга білка становить 270 амінокислот, а молекулярна маса — 29 745.
| 10         |  | 20         |  | 30         |  | 40         |  | 50         |
| ---------- |  | ---------- |  | ---------- |  | ---------- |  | ---------- |
| MAASSSGEKE |  | KERLGGGLGV |  | AGGNSTRERL |  | LSALEDLEVL |  | SRELIEMLAI |
| SRNQKLLQAG |  | EENQVLELLI |  | HRDGEFQELM |  | KLALNQGKIH |  | HEMQVLEKEV |
| EKRDSDIQQL |  | QKQLKEAEQI |  | LATAVYQAKE |  | KLKSIEKARK |  | GAISSEEIIK |
| YAHRISASNA |  | VCAPLTWVPG |  | DPRRPYPTDL |  | EMRSGLLGQM |  | NNPSTNGVNG |
| HLPGDALAAG |  | RLPDVLAPQY |  | PWQSNDMSMN |  | MLPPNHSSDF |  | LLEPPGHNKE |
| NEDDVEIMST |  | DSSSSSSESD |  |            |  |            |  |            |

A: Аланін

C: Цистеїн

D: Аспарагінова кислота

E: Глутамінова кислота

F: Фенілаланін

G: Гліцин

H: Гістидин

I: Ізолейцин

K: Лізин

L: Лейцин

M: Метіонін

N: Аспарагін

P: Пролін

Q: Глутамін

R: Аргінін

S: Серин

T: Треонін

V: Валін

W: Триптофан

Кодований геном білок за функціями належить до активаторів, фосфопротеїнів. 
Задіяний у таких біологічних процесах, як транскрипція, регуляція транскрипції, ацетилювання, альтернативний сплайсинг. 
Локалізований у ядрі.